# (35585) 1998 HZ51
1998 HZ51 (asteroide 35585) é um asteroide da cintura principal. Possui uma excentricidade de 0.07323190 e uma inclinação de 6.01784º.
Este asteroide foi descoberto no dia 30 de abril de 1998 por LONEOS em Anderson Mesa.